# Починок (Сусанинский район)
Починок — деревня в Северном сельском поселении Сусанинского района Костромской области России.

## История
С 30 декабря 2004 года, в соответствии с Законом Костромской области № 237-ЗКО, входит в состав муниципального образования Северное сельское поселение.

## География
Расположена в 16 км к юго-западу от села Сусанино. На северо-востоке и востоке примыкает к селу Северное и деревне Запрудня.

## Население
| 2008 | 2010 | 2014 |
| ---- | ---- | ---- |
| 56   | ↘0   | ↗31  |

## Транспорт
У южной окраины деревни находится пересечение автодорог 34 ОП МЗ 34Н-3 Кострома — Буй и 34 ОП МЗ 34Н-34 Судиславль — Северное.